# Codelco
Codelco-Chile (Corporacion Nacional del Cobre de Chile) è l'impresa mineraria statale del Cile che utilizza e sfrutta i giacimenti di Rame nazionalizzati l'11 luglio 1971. Per la grandezza delle sue installazioni e il volume di produzione è considerata una delle compagnie minerarie più grandi del mondo.